# Điên điển phương Đông
Điên điển phương Đông, tên khoa học Anhinga melanogaster, là một loài chim trong họ Anhingidae.
Đây là một loài chim nước của vùng nhiệt đới Nam Á và Đông Nam Á. Chúng có cái cổ dài và thon với mỏ thẳng, nhọn và giống như chim cốc, chúng săn cá trong khi cơ thể nó chìm trong nước. Chúng đâm con cá dưới nước, đưa cá lên trên bề mặt, quăng và tung hứng nó trước khi nuốt đầu cá trước. Cơ thể vẫn chìm trong nước khi nó bơi, và cái cổ mảnh khảnh chỉ có thể nhìn thấy trên mặt nước. Giống như chim cốc, chúng có bộ lông ướt và nó thường được tìm thấy nằm trên một tảng đá hoặc cành cây với đôi cánh được giữ mở để khô.

## Hình ảnh

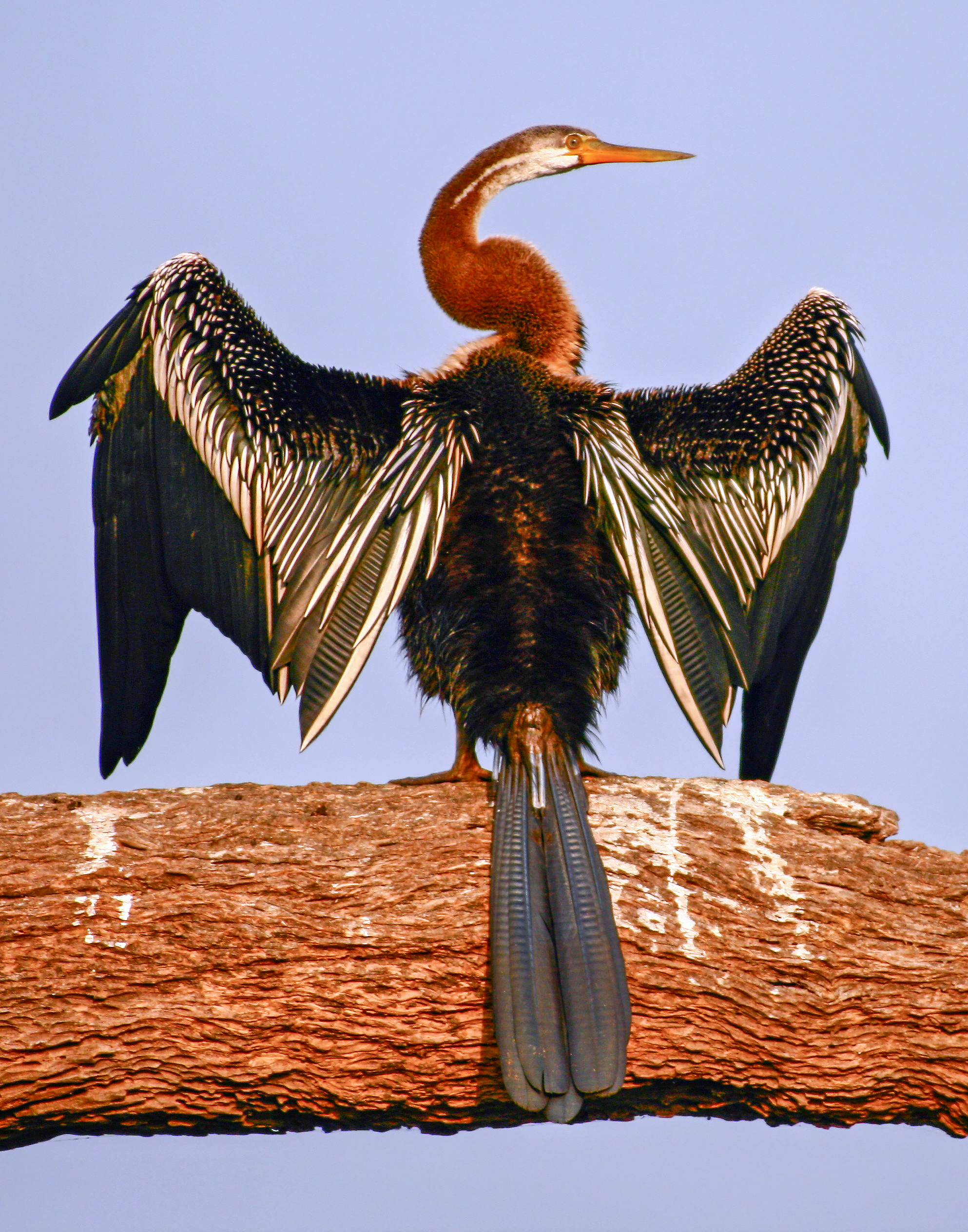
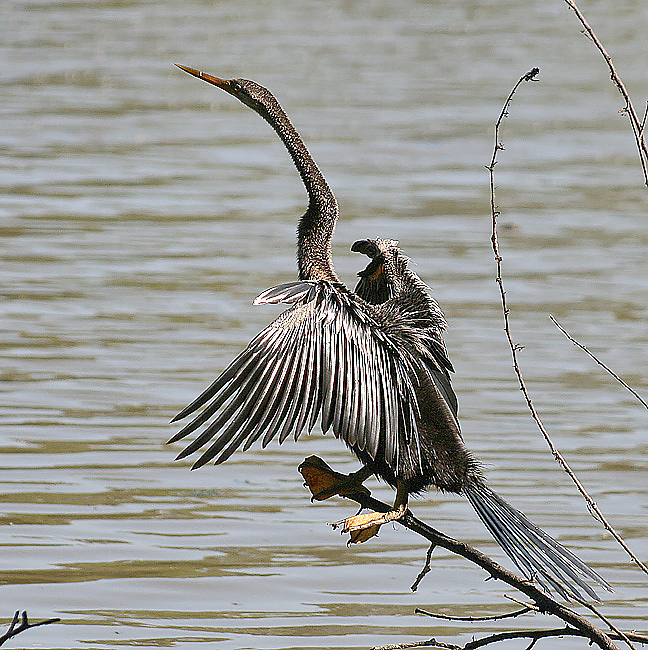
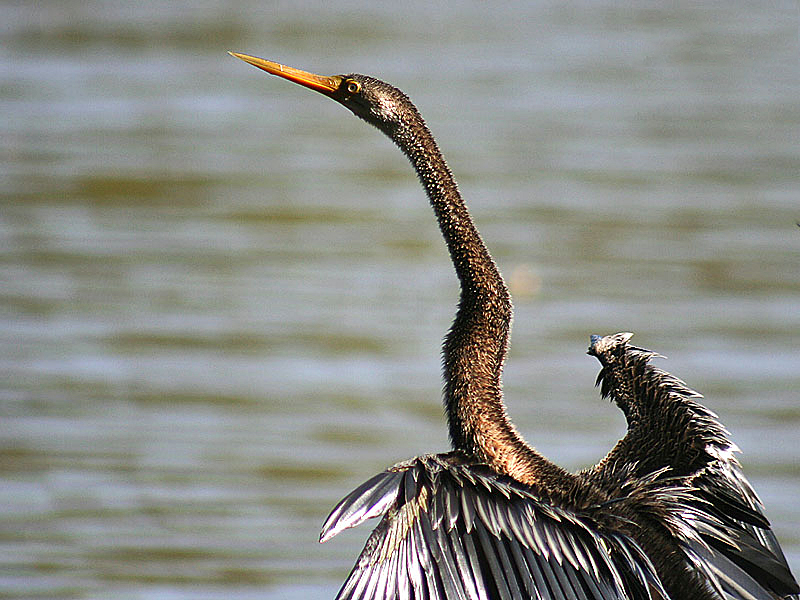
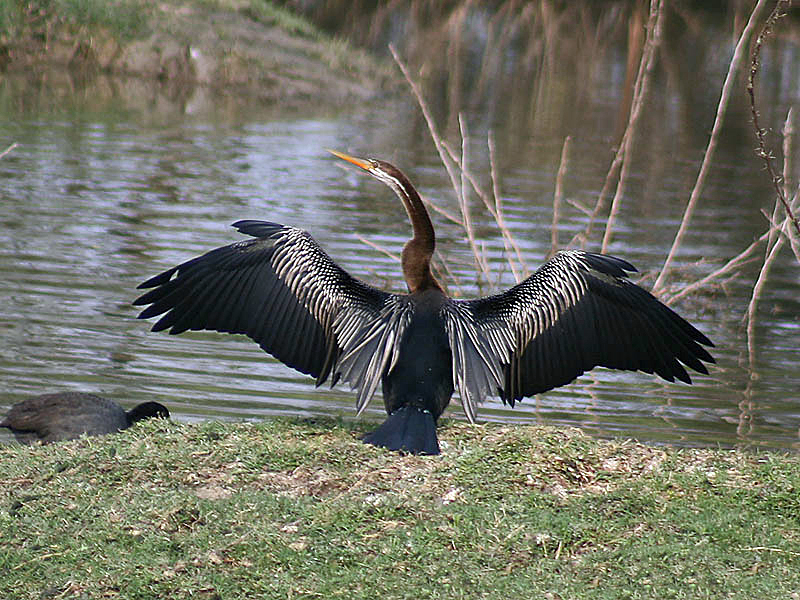